# Centro Internacional de Exibições de Nanquim
O Centro Internacional de Exibições de Nanquim (chinês: 南京国际展览中心) localiza-se no Distrito de Xuanwu de Nanquim, China.
A cada ano, é realizada a Exposição Nacional de Viagens neste centro, organizada pela Administração Nacional de Turismo da China. Será usada para os eventos de hipismo nos Jogos Olímpicos de Verão da Juventude de 2014, em Nanquim.